# Migliacciu
Il migliacciu (Corso: Pl. migliacci) è una specialità della cucina corsa. Si tratta di una preparazione salata basata su prodotti lattiero-caseari di capra o pecora. I Migliacci possono essere cotti su un fuoco di legna o in forno e consumati caldi o freddi.
La loro preparazione richiede un impasto di farina di frumento, sale, siero di latte, lievito e formaggio tagliato a dadini. L'impasto deve lievitare per un paio d'ore. Successivamente, è diviso in gallette rotonde spesse un cm e aventi quindici centimetri di diametro, sulle quali si sparge una miscela di uova e latte. Dopo aver riposato, i migliacci vengono cucinati per quindici minuti su foglie di castagno.